# Igreja de Nossa Senhora da Ajuda (Itaquaquecetuba)
A Igreja Matriz de Nossa Senhora D'Ajuda, ou Igreja Matriz de Itaquaquecetuba, é um templo religioso católico localizado no município brasileiro de Itaquaquecetuba, no estado do São Paulo. Sua construção iniciou-se em 1624, quase 64 anos após a fundação da aldeia, que mais tarde, se tornaria município, transformando-se em patrimônio histórico-cultural e atração turística da cidade, onde a Igreja está localizada no centro do município de Itaquaquecetuba.
A Igreja Católica tornou-se também marco inicial da povoação da cidade de Itaquaquecetuba, onde, durante o século XIX, muitos donatários de terras em São Miguel Arcanjo saíram do local e se estabilizaram ao redor da igreja. Após sete anos fechada para restauração, a paróquia de Nossa Senhora D'Ajuda foi reaberta em 8 de setembro, dia em que foi inaugurada originalmente, de 2014 para novas missas e celebrações.
O prédio é formado por duas estruturas no mesmo terreno, a mais antiga, criada por taipa de pilão em 1624, e uma mais nova, ao lado, recebendo o mesmo nome. Atualmente se encontra em uso e, por ser um símbolo da passagem dos índios guaianases e dos jesuítas pelo local, apresenta atividades e eventos relacionados, como a dança de Santa Cruz.

## História

### Início
A história da Igreja Matriz de Nossa Senhora D'Ajuda ocorreu 64 anos após a criação do próprio município. A história iniciou-se quando missionários jesuítas, que estavam sendo liderados pelo padre José de Anchieta na sua expedição no Brasil Colonial, resolveram formar aldeias á margem do rio Tietê e neste local iniciar um povoado, essas aldeias estavam sendo formadas pela necessidade de defesa, e favorecer a catequese durante a fundação de São Paulo, entre essas 12 aldeias, estava Itaquaquecetuba, fundado aproximadamente entre 1560 e 1563.

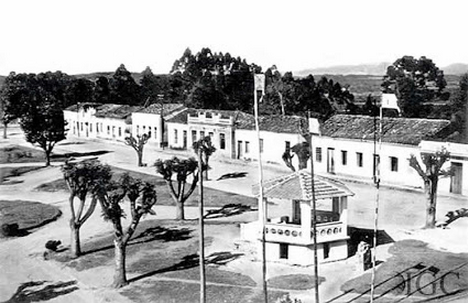
Local da construção da Matriz, na praça de Itaquaquecetuba, em meados do século XIX; no entanto, a Igreja não pode ser vista.

Cerca de 64 anos depois, o Padre João Álvares (construtor da capela da Conceição de Guarulhos e também da de São Miguel) e os jesuítas que ali moravam resolveram catequizar os índios guaianases que viviam próximos a região do Alto Tietê, decidiram então levantar um oratório em louvor a Nossa Senhora d´Ajuda, e assim, ocorreu a criação da Igreja Matriz de Itaquaquecetuba, em 1624.
Á época, o nome da igreja está relacionado a uma das invocações de Maria, mãe de Jesus, porém, principalmente pelo motivo de que o município anteriormente mantinha o nome de Vila Nossa Senhora d´Ajuda, nome dado pelo presidente da província de São Paulo, Bernardo Gavião Peixoto, em 1560.
Á época, houve desentendimentos entre jesuítas e donatários das terras adjacentes às aldeias, provocando um certo abandono de São Miguel, que, anteriormente, mantinha alto índices populacionais, vindo assim, os missionários e gentios de São Miguel a se fixarem junto à capela de Nossa Senhora D'Ajuda. Que, portanto, foi o marco inicial da povoação da cidade de Itaquaquecetuba, já que muitos se estabilizaram ao redor da igreja.

### Restauração
No fim de 2009 e começo de 2010, a Diocese de Mogi das Cruzes começou a fazer uma campanha denominada "Pré-Restauro", para arrecadar uma verba com cerca de R$ 2,5 milhões, a fim de utilizá-la na restauração da Igreja Matriz, ocorre que, por ser uma estrutura antiga, a Igreja Matriz estava com as instalações extremamente deterioradas durante a época, motivo que levou as missas a estarem suspensas.
O processo de reestruturação iniciou-se em 2009, quando a comunidade do município e a Diocese resolveram começar na manutenção emergencial do prédio, e depois iriam iniciar a restauração, além disso, o prédio já estava com problemas na estrutura por cerca de 7 anos. Após a contribuição do município, o valor arrecado foi de R$ 100 mil, suficiente para contratar uma arquiteta da capital do estado, Vanessa Kraml, que auxiliou na reconstrução do prédio no começo de 2014, na qual passou pela segunda etapa de restauração.
No final de 2014, após a segunda fase de restauração, a Igreja Católica de Nossa Senhora da Ajuda já apresentava melhor estado, no entanto, a obra ainda estava inacabada, pois á época estavam iniciando a reconstrução interna do prédio, o que não comprometeu a festa para padroeira de sua reabertura em 8 de setembro, dia em que foi inaugurada originalmente, do ano de 2014 da Igreja Matriz, em comemoração do quase término de sua restauração. A festa ocorreu após a missa, com o tema de “Maria a filha predileta do Pai”.